# Ihlewitz
Ihlewitz ist ein Ortsteil der Stadt Gerbstedt und liegt ca. 18 km nordöstlich der Lutherstadt Eisleben. Zur Ortschaft Ihlewitz gehören neben dem Hauptort Ihlewitz noch die Ortsteile Thaldorf mit Pfeiffhausen und Straußhof.

## Geografie
Das Dorf liegt auf einer Hochebene bei der Halle-Hettstedter Gebirgsbrücke. Schon Erich Neuß erkannte in den 1930er Jahren den weiten Ausblick über Anhalt und auch über das Schlenzetal weiter südlich. In dieser Hochebene liegt die Ortschaft selbst in einer Feldmulde, die zuerst nach Osten verläuft, aber dann eine Wende nach Westen macht und zum Thaldorfer Grund wird. Bei starkem Regen und nach der Schneeschmelze fließt von Ihlewitz aus ein Bach durch diese Mulde, doch gewöhnlich ist er nur ein trockener Graben. Westlich von Ihlewitz stehen viele Windkraftanlagen, der dortige Windpark zieht sich bis Gerbstedt hin. Auf allen Seiten ist das Dorf von Äckern umgeben und die Landschaft ist meist flach, bis auf die Feldmulde und die wenigen Hügel, die Langer Hu (in Richtung Gerbstedt) oder Grübischer Berg (in Richtung Zellewitz) heißen. Ein steiler Einschnitt ist nur der Thaldorfer Grund, in dem dauerhaft ein Bach nach Westen abfließt. Er durchquert die Dörfer Thaldorf und Pfeiffhausen, die zu Ihlewitz gehören und wendet sich dann nach Süden. Dort verlässt er das Gebiet von Ihlewitz und fließt noch durch den Nachbarort Friedeburgerhütte, wo er in den Bach Schlenze mündet.  Die Landschaft um Ihlewitz ist reich an Wüstungen, wie zum Beispiel Melsingen, Unter- und Oberpolingen im Norden und Strossen im Süden.

## Geschichte
Auf der Kuppe 163,1 standen einmal drei vorgeschichtliche Grabhügel. Im Jahre 1300 wird Ihlewitz mit seiner Kirche St. Stephan das erste Mal erwähnt, Fürst Bernhard von Anhalt gab sein Dorf Ylewycz mit dem Patronat über die Kirche an die Äbtissin von Quedlinburg. Um 1534 wurde Ihlewitz dann für 415 Gulden durch Fürst Wolfgang von Anhalt an Graf Hoyer von Mansfeld verkauft. Erst 1542 wurde Ihlewitz nicht mehr vom anhaltischen Unterwiederstedt aus kirchlich verwaltet. Da aber 1545 die Dörfer Ihlewitz, Pfeiffhausen, Thaldorf und Adendorf keine Pfarrer hatten, wurde durch Visitatoren der Kirche vorgeschlagen, dass sich die vier Dörfer einen Pfarrer teilten. In Ihlewitz wurde dafür ein Pfarrhaus gebaut. Im Dreißigjährigen Krieg wurde Ihlewitz durch kaiserliche Truppen eingeäschert, nur zwei Bauern lebten daraufhin noch in den Trümmern und mussten aus Armut die Kirchenglocke verkaufen. Nach dem Krieg ersetzten sie diese aber wieder. Es wurde ein neuer Kirchturm aus Rotliegendem erbaut, das jedoch schnell stark verwitterte. Der Friedhof der Gemeinde liegt auf einer leicht erhöhten Plattform, diese wurde jedoch einmal so verkleinert, dass aus der neuen Kante Gebeine und Sargreste herausragten. Manche Särge waren auch zur Hälfte durchgeschnitten. Heute ist jedoch nicht mehr zu erkennen, an welcher Seite das geschehen ist. Am 1. Januar 2010 schlossen sich die Gemeinden Ihlewitz, Augsdorf, Friedeburgerhütte, Hübitz, Rottelsdorf, Siersleben, Welfesholz und Zabenstedt mit der Stadt Gerbstedt zur neuen Stadt Gerbstedt zusammen. Die Verwaltungsgemeinschaft Gerbstedt, zu der Ihlewitz gehörte, wurde aufgelöst.

## Sehenswürdigkeiten
Die ev. Kirche St. Wenzel im Nachbarort Thaldorf, erbaut Mitte des 12. Jahrhunderts, mit dem wehrhaften, gut erhaltenen Turm und spätromanischen Zügen. Sie enthält eine Gruft mit einem Ahnen der russischen Zarin Katharina die Große. In Ihlewitz selbst befindet sich die St.-Stephan-Kirche; diese ist zentral gelegen und besteht aus rötlichen Steinen.

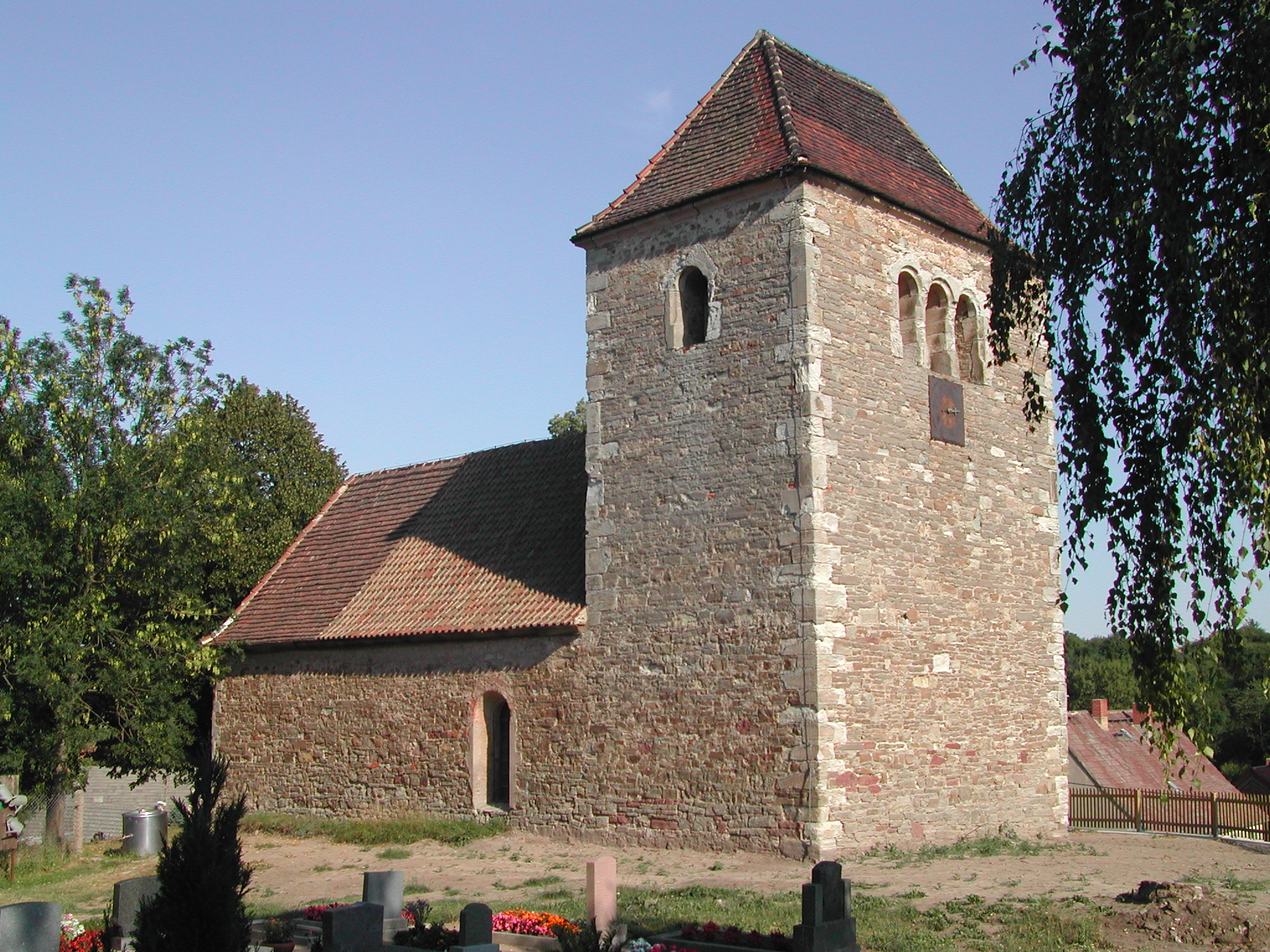
Kirche St. Wenzel in Thaldorf

## Gedenkstätten
- Grabstätte mit Gedenkstein auf dem Ortsfriedhof für einen namentlich bekannten Polen, der während des Zweiten Weltkrieges ein Opfer der Zwangsarbeit wurde.